# Успение Богородично (Долна Белица)
„Успение Богородично“ (на македонска литературна норма: „Успение Богородично“) е възрожденска църква в стружкото влашко село Долна Белица, Република Македония. Църквата е част от Стружкото архиерейско наместничество на Дебърско-Кичевската епархия на Македонската православна църква – Охридска архиепископия.
Църквата е главен храм на селото и е разположена в центъра му. Построена е в 1896 година и около нея са били влашките гробища.